# Asessualità

Una bandiera dell'orgoglio asessuale, in cui le gradazioni di grigio rappresentano le varie sfaccettature di asessualità, con nero asessuale e bianco allosessuale. Il viola invece simbolizza la comunità.

L'asessualità è l’orientamento di chi non prova attrazione sessuale per alcun genere o che può provarla raramente e/o in determinate circostanze. Può essere considerata un orientamento sessuale o la mancanza di esso. Esiste uno spettro dell'asessualità, che include varie sotto-identità.
L'asessualità non va confusa con l'astinenza sessuale o la castità, in quanto queste ultime sono azioni volontarie scaturite da scelte personali o influenze culturali. Si differenzia anche da condizioni mediche come il disturbo ipoattivo del desiderio sessuale, poiché l'asessualità non presenta le diagnosi tipicamente utilizzate per identificare tali disturbi sessuali.
Alcune persone asessuali possono comunque decidere di avere rapporti sessuali, anche se non percepiscono attrazione o desiderio sessuale, per una varietà di motivi, come l'intenzione di avere dei figli, o il voler dare piacere ai propri partner romantici o a sé stessi.
Con l'avvento di internet e dei social media, si è vista anche la nascita di svariate comunità asessuali. La più nota e prolifica tra tutte è l'Asexual Visibility and Education Network, fondata nel 2001 da David Jay.

## Definizione, identità e relazioni
Poiché esiste una significativa varietà tra gli individui che si identificano come asessuali, l'asessualità viene definita in maniera ampia. I ricercatori descrivono l'asessualità come la mancanza di attrazione sessuale o la mancanza di interesse nelle attività sessuali tuttavia la definizione esatta può variare; il termine può essere usato per riferirsi ad individui con comportamento sessuale basso o assente, oppure con rapporti esclusivamente romantici e non sessuali in combinazione a una quantità scarsa o nulla di desiderio o attrazione sessuale. L'asessualità viene a volte chiamata ace (un'abbreviazione fonetica di "asexual"), mentre la comunità viene occasionalmente nominata come la comunità ace, dai ricercatori o i loro stessi membri.
L'Asexual Visibility and Education Network definisce l'asessualità come "qualcuno che non prova attrazione sessuale" e dichiara, "un'altra piccola minoranza può definirsi come asessuale per un breve periodo di tempo, mentre esplorano e mettono in dubbio la propria sessualità" e che "non c'è una prova definitiva per determinare se qualcuno sia asessuale. L'asessualità è come ogni altra identità - alla sua base, è solo una parola che le persone usano per aiutare a capire sé stessi. Se a un certo punto qualcuno trova la parola asessuale utile per descriversi, li incoraggiamo a farlo, per quanto a lungo abbia senso usarla."
Alcune persone asessuali, nonostante non provino attrazione sessuale per alcun genere, possono avere rapporti esclusivamente romantici. Esistono anche individui che si definiscono asessuali e riferiscono di percepire attrazione sessuale, ma non l'inclinazione a perseguirla, poiché non desiderano o non necessitano di avere rapporti sessuali; inoltre, alcuni asessuali potrebbero non volere rapporti non-sessuali (abbracciarsi, tenersi per mano, ecc.). Alcuni individui asessuali si masturbano come forma di sfogo solitario, mentre altri potrebbero non sentirne il bisogno.
Nei confronti dell'attività sessuale, il desiderio di masturbarsi viene comunemente associato con la libido dagli asessuali, in quanto considerato separato dall'attrazione sessuale; gli asessuali che si masturbano in genere lo considerano una normale funzione del corpo umano, non un segno di sessualità latente, e potrebbero anche non trovare tale attività piacevole. Gli asessuali possono avere anche sensazioni diverse nei confronti di partecipare in attività sessuali: alcuni ne sono indifferenti e potrebbero farlo per il beneficio del loro partner romantico; altri invece sono repulsi all'idea di farne parte.
Chi si definisce come asessuale può anche identificarsi in combinazione con un genere e un orientamento romantico. Ad esempio, un asessuale può identificarsi come eterosessuale, gay, bisessuale, queer, o utilizzare i seguenti termini per indicare il loro orientamento romantico piuttosto che sessuale:
- aromantico; mancanza di attrazione romantica verso chiunque
- biromantico; attrazione romantica verso entrambi i generi
- eteroromantico; attrazione romantica verso persone del genere opposto
- omoromantico; attrazione romantica verso persone dello stesso genere
- panromantico; attrazione romantica verso un individuo a prescindere dal genere di quest'ultimo

Ci si può anche identificare nello spettro dell'asessualità o dell'aromanticità (demisessuale, demiromantico, gray-ace, gray-aro, ecc.) se la persona non è esclusivamente asessuale o aromantica. Questi termini indicano chi può percepire occasionalmente e/o limitatamente un'attrazione sessuale o romantica, talvolta sotto determinate situazioni; nel caso della demisessualità, l'attrazione sessuale è percepita esclusivamente come componente secondaria, una volta stabilito un forte legame emotivo.

## Ricerca scientifica

### Prevalenza

Scala Kinsey delle risposte sessuali, contenente i gradi di orientamento sessuale. La scala originale includeva anche un valore "X", simboleggiante la mancanza di comportamento sessuale.

L'asessualità non è un aspetto nuovo della sessualità umana, tuttavia è piuttosto recente nella trattazione pubblica. A confronto con altre identità, l'asessualità ha finora ricevuto poca attenzione dalla comunità scientifica, e la ricerca sulla prevalenza dell'asessualità è carente. S. E. Smith di The Guardian non è sicuro se l'asessualità sia in aumento, ipotizzando invece che abbia semplicemente ricevuto maggiore visibilità. Alfred Kinsey valutò l'orientamento sessuale degli individui con una scala da 0 a 6, da eterosessuale a omosessuale (nota come Scala Kinsey). Ha anche incluso una categoria "X" per gli individui "senza contatti o reazioni socio-sessuali". Lo studioso Justin J. Lehimmer commentò al riguardo: "la classificazione X di Kinsey enfatizza una mancanza di comportamento sessuale, mentre nella definizione moderna di asessualità si enfatizza la mancanza di attrazione sessuale. Pertanto, la Scala Kinsey potrebbe non essere sufficiente per una classificazione accurata dell'asessualità". Kinsey classificò l'1,5% dei maschi adulti come X. Nel suo secondo libro, Sexual Behavior in the Human Female (1953), ha anche categorizzato gli individui X: donne non sposate = 14-19%, donne sposate = 1-3%, donne precedentemente sposate = 5-8%, maschi non sposati = 3-4%, uomini sposati = 0%, e uomini precedentemente sposati = 1-2%.
Ulteriori dati empirici sulla demografia asessuale sono apparsi nel 1994, quando un team di ricerca del Regno Unito effettuò un sondaggio che includeva 18 876 residenti britannici, in risposta alla necessità di informazioni sulla sessualità, agli albori della pandemia dell'AIDS. Il sondaggio includeva una domanda sull'attrazione sessuale, a cui l'1,05% della popolazione ha risposto con "mai avuto attrazione sessuale nei confronti di qualcuno". Lo studio del fenomeno è poi continuato con il ricercatore canadese Anthony Bogaert nel 2004, esplorando la demografia asessuale in una serie di studi. La ricerca di Bogaert ha indicato che l'1% della popolazione britannica non percepisce attrazione sessuale, ma credeva che non fosse un numero accurato, e che la percentuale di persone che si identificano come asessuali potrebbe essere molto più grande, in quanto il 30% di chi è stato contattato per il sondaggio iniziale ha rifiutato la partecipazione. Poiché le persone con minore esperienza sessuale hanno una maggiore probabilità di rifiutare la partecipazione in studi sulla sessualità, è pertanto possibile che la popolazione asessuale fosse sottorappresentata tra i partecipanti. Lo stesso studio ha anche indicato il numero di omosessuali e bisessuali combinati sull'1,1% della popolazione, decisamente più basso di quanto stabilito in altri studi.
Di contro, uno studio di Aicken et al., pubblicato nel 2013, suggerisce che, basandosi sui dati Natsal-2 del 2000-2001, la prevalenza della popolazione asessuale in Gran Bretagna si attesti a solamente lo 0,4% della popolazione, in un range di età tra i 16 e i 44 anni. Tale numero indica un calo dello 0,9% rispetto ai dati del Natsal-1, raccolti una decade prima, con lo stesso range di età. Un'analisi del 2015 di Bogaert ha anch'esso individuato questo declino tra i dati del Natsal-1 e Natsal-2. Aicken, Mercer, e Cassell trovarono alcune prove sulla differenza etnica tra i partecipanti che non avevano percepito attrazione sessuale; sia uomini sia donne di origine indiana o pakistana avevano una maggiore possibilità di riportare una mancanza di attrazione sessuale.
In un sondaggio condotto da YouGov nel 2015, a 1 632 adulti britannici fu chiesto di individuarsi nella Scala Kinsey. L'1% dei partecipanti rispose con "nessuna sessualità", suddivisi in 0% uomini e 2% donne, e una media dell'1% tra tutte le fasce d'età.

### Orientamento sessuale, salute mentale e cause
Non c'è un dibattito significativo sul considerare l'asessualità come orientamento sessuale. Nell'ICD (classificazione internazionale delle malattie dell'Organizzazione Mondiale della Sanità) e nel DSM (Manuale statistico dei disordini mentali pubblicato dall’American Psychiatric Association) non c'è alcuna menzione all'asessualità.
Sotto molti aspetti l'asessualità è sovrapponibile al disturbo ipoattivo del desiderio sessuale maschile (in inglese: Male Hypoactive Sexual Desire Disorder (MHSDD)) e del disturbo del desiderio sessuale femminile (Female Sexual Interest/Arousal Disorder) che consiste nella «persistente o ricorrente insufficienza (o assenza) di pensieri o fantasie sessuali/erotici e di desiderio di attività sessuale» che duri almeno da 6 mesi. Perché venga definita una disfunzione sessuale è necessario che i sintomi causino nell’individuo un disagio clinicamente significativo. Le persone che si definiscono asessuali non provano disagio per l'assenza di attrazione sessuale. L'asessualità è inoltre considerata da alcuni autori come una stabile assenza di attrazione sessuale. Uno studio riporta che, a differenza dei soggetti con HSDD, gli asessuali descrivono livelli minori di desiderio sessuale, esperienza sessuale, disagio relativo al sesso e sintomi depressivi. I ricercatori Richards e Barker notano inoltre che gli asessuali non presentano livelli sproporzionati di alessitimia, depressione, o disturbi della personalità. Un particolare sottotipo di asessualità iatrogena, è quello dovuto all'assunzione di alcuni farmaci, in particolare psicofarmaci antidepressivi, in grado di indurre come effetto collaterale l'inibizione di diversi aspetti del funzionamento sessuale.
Il primo studio a dare dati empirici sull'asessualità è stato pubblicato nel 1983 da Paula Nurius, riguardo alla correlazione tra l'orientamento sessuale e la salute mentale. A 689 soggetti, per la maggior parte studenti universitari degli Stati Uniti in facoltà di psicologia o sociologia, furono dati numerosi sondaggi, incluse quattro scale sul benessere. I risultati dimostrarono che gli asessuali erano maggiormente soggetti a bassa autostima ed avevano più probabilità di essere depressi, rispetto ai membri di altri orientamenti sessuali: il 25,88% degli eterosessuali, il 26,54% dei bisessuali, il 29,88% degli omosessuali, e il 33,57% degli asessuali riportarono di avere problemi di autostima. Una simile tendenza fu anche riscontrata per la depressione. Nurius tuttavia non credeva fosse possibile trarre solide conclusioni da questi sondaggi, per una varietà di motivi.
In uno studio del 2013, Yule et al. investigò nelle variazioni della salute mentale tra persone di etnia caucasica, che si identificavano come eterosessuali, omosessuali, bisessuali e asessuali, per un totale di 203 maschi e 603 femmine partecipanti. Yule et al. scoprì che i partecipanti asessuali maschi avevano maggiori probabilità di segnalare un disturbo dell'umore rispetto agli altri maschi, specialmente in comparazione con gli eterosessuali. Un simile riscontro si trovò anche tra le partecipanti donne, con l'eccezione dei partecipanti non-asessuali e non-eterosessuali, che dimostravano le probabilità più alte in assoluto. I partecipanti asessuali di entrambi i sessi inoltre dimostravano di essere maggiormente soggetti a disturbi sull'ansia rispetto agli altri partecipanti, e avevano anche maggiori probabilità di riportare pensieri suicidi recenti. Yule et al. ipotizzò che alcune di queste differenze potevano essere dovute alle discriminazioni e altri fattori sociali.
Nei confronti delle categorie di orientamento sessuale, l'asessualità è stata da alcuni criticata come non abbastanza importante da essere aggiunta come categoria, descrivendola invece come la mancanza di un orientamento sessuale o sessualità. Ci sono anche argomenti che propongono l'asessualità come il rifiuto della propria sessualità, definendola quindi un disturbo causato dalla vergogna sulla sessualità, ansietà o abusi sessuali, a volte basando questa credenza su come alcuni individui asessuali si masturbino, o partecipano occasionalmente in attività sessuali per far piacere al proprio partner romantico. Nel contesto di politiche di identificazione degli orientamenti sessuali, l'asessualità può politicamente fungere da categoria di identità sull'orientamento sessuale.
La proposta di considerare l'asessualità come disfunzione è ormai accantonata dalla comunità medica. Chi si identifica come asessuale solitamente preferisce riconoscerlo come orientamento sessuale. I ricercatori che argomentano l'asessualità come orientamento sessuale, spesso sottolineano l'esistenza di differenti preferenze sessuali; questi studiosi, così come molti asessuali, ritengono che la mancanza di attrazione sessuale sia valida abbastanza da essere categorizzata come orientamento sessuale. Sostengono inoltre che gli asessuali non scelgono volontariamente di non avere desiderio sessuale, e generalmente iniziano a notare le proprie differenze nei comportamenti sessuali durante l'adolescenza. A causa di questi fatti, viene ponderata l'asessualità come ben più di una scelta comportamentale, e non qualcosa che può essere curato, come un disturbo. Ci sono anche analisi che discutono se l'asessualità stia diventando maggiormente popolare.
La ricerca sull'eziologia dell'orientamento sessuale, quando applicato sull'asessualità, ha difficoltà sull'essere definita dai ricercatori in modo consistente. L'orientamento sessuale viene definito come "durevole" e resistente al cambiamento, dimostrando di essere generalmente impervio a interventi atti a cambiarlo, e l'asessualità potrebbe essere definita come tale proprio perché durevole e consistente nel tempo. Mentre l'eterosessualità, l'omosessualità e la bisessualità sono di solito, ma non sempre, determinati durante i primi anni di preadolescenza, non è chiaro quando l'asessualità sia invece determinata. "Non è chiaro se queste caratteristiche ["mancanza di interesse o desiderio per il sesso"] durino tutta la vita, o possano essere acquisite".
Un criterio tipicamente usato per definire un orientamento sessuale è che sia stabile nel tempo. In una analisi del 2016 sulla rivista accademica Archives of Sexual Behavior, Brotto & Yule ha trovato un debole riscontro di questa caratteristica tra gli individui asessuali. Analizzando i dati dello studio National Longitudinal Study of Adolescent to Adult Health di Stephen Cranney, risulta che su 14 individui (di età tra i 18 e i 26 anni) che hanno riportato durante il terzo censimento dello studio di non avere alcuna attrazione sessuale, solo 3 hanno continuato a definirsi come tale durante sei anni dopo, nel quarto censimento. Tuttavia, Cranney fa notare come l'identificazione degli asessuali durante il terzo censimento è stato comunque un forte elemento per la previsione di chi fosse asessuale nel quarto censimento; successivamente Cranney commentò anche di come l'analisi di questi dati fosse particolarmente difficoltosa a causa dell'assenza di standard qualitativi su quanto il desiderio sessuale debba persistere, per considerarlo sufficientemente stabile o intrinseco per definire l'asessualità come orientamento.

### Attività sessuale e sessualità
Mentre alcuni asessuali si masturbano come forma solitaria di sfogo, o partecipano in attività sessuali per il beneficio di un partner romantico, non tutti lo fanno (vedi sopra). Fischer et al. riferì che "gli studiosi di psicologia riguardo l'asessualità suggeriscono che le persone asessuali sono capaci di avere eccitazione genitale, ma possono avere difficoltà con la cosiddetta eccitazione soggettiva". Questo significa che "mentre il corpo diventa eccitato, soggettivamente –al livello della mente e delle emozioni –l'individuo non percepisce eccitazione".
L'Istituto Kinsey sponsorizzò un altro piccolo sondaggio sull'argomento nel 2007, in cui fu riscontrato che chi si auto-identificava come asessuale "riportava significativamente meno desiderio per il sesso con un partner, minore eccitazione sessuale, ma non differiva in maniera consistente dai non-asessuali nei punteggi sulle inibizioni sessuali o il desiderio di masturbarsi".
Un articolo scientifico del 1977 intitolato Asexual and Autoerotic Women: Two Invisible Groups, di Myra T. Johnson, è esplicitamente dedicato all'asessualità negli esseri umani. Johnson definisce l'asessualità come uomini e donne "che, indipendentemente dalla condizione fisica o emozionale, passato sessuale, e stato matrimoniale od orientamento ideologico, sembrano preferire non partecipare in attività sessuali". Descrive anche un contrasto tra donne autoerotiche e donne asessuali: "La donna asessuale... non ha desideri sessuali mentre la donna autoerotica... riconosce questi desideri ma preferisce soddisfarli da sola". Le testimonianze di Johnson sono per la maggior parte lettere all'editore, trovate in riviste per donne scritte da donne asessuali/autoerotiche. Le descrive come invisibili, "oppresse dal consenso che non esistono", e abbandonate sia dalla rivoluzione sessuale sia dal movimento femminista. Johnson sostiene che la società ignora o nega la loro esistenza oppure insiste che siano ascetiche per motivi religiosi, neurotici, o motivi politici.
In uno studio pubblicato nel 1979 nel volume 5 di Advances in the Study of Affect, così come in altri articoli che utilizzano gli stessi dati e pubblicati nel 1980 nel Journal of Personality and Social Psychology, Michael D. Storms dell'Università del Kansas sottolinea la sua reinterpretazione della Scala Kinsey. Mentre Kinsey misurava l'orientamento sessuale sulla base di una combinazione di comportamento sessuale, immaginazione ed erotismo, Storms usò solo questi ultimi due. Storms, tuttavia, posizionò l'etero-eroticismo e l'omo-eroticismo su assi separati piuttosto che su due estremi della stessa scala; questo permise per una distinzione fra bisessualità (dimostrando sia etero- sia omo-eroticismo similarmente agli eterosessuali e omosessuali) e l'asessualità (dimostrando un livello di eroticismo nullo o quasi per entrambi gli assi). Questo tipo di scala teneva conto dell'asessualità per la prima volta. Storms speculò che molti ricercatori che seguivano il modello di Kinsey avrebbero potuto categorizzare incorrettamente i soggetti asessuali come bisessuali, perché entrambi venivano semplicemente definiti come una mancanza di preferenza di genere per i propri partner sessuali.
In uno studio del 1983 di Paula Nurius, con 689 partecipanti (la maggior parte studenti di varie università degli Stati Uniti facenti parte di corsi di psicologia o sociologia), la scala a due dimensioni di Storms fu usata per misurare l'orientamento sessuale: venne assegnato un punteggio da 0 a 100 per etero-eroticismo e altrettanto per omo-eroticismo. Gli individui che ottennero un punteggio inferiore a 10 per entrambe le scale furono categorizzati come "asessuali", ovvero il 5% dei maschi e il 10% delle femmine partecipanti. Gli asessuali dimostrarono una frequenza e desiderio drasticamente minori per una varietà di attività sessuali incluso avere multipli partner, attività sessuali anali, incontri sessuali in una varietà di luoghi, e attività autoerotiche.

### Le teorie di Bogaert
Bogaert suggerisce che la comprensione dell'asessualità sia di vitale importanza per comprendere la sessualità in generale. Nei suoi studi, Bogaert definisce l'asessualità come "una mancanza di inclinazioni/sentimenti alla lussuria diretti verso gli altri", una definizione che descrive come relativamente nuova, in luce alle recenti teorie e al lavoro empirico sull'orientamento sessuale. Questa definizione di asessualità rende anche chiara la distinzione tra comportamento e desiderio, sia per l'asessualità sia per l'astinenza sessuale, anche se Bogaert nota anche come ci siano prove di ridotta attività sessuale per chi rientra in questa definizione. Distingue ulteriormente tra desiderio per gli altri e desiderio nello stimolo sessuale, quest'ultimo non sempre assente in chi si identifica come asessuale, anche se riconosce che gli altri teoreti definiscono l'asessualità in maniera differente e che si necessita di ulteriori studi sulla "complessa relazione tra attrazione e desiderio". Bogaert effettua anche un'altra distinzione, tra attrazione romantica e sessuale, e prende spunto dalla psicologia dello sviluppo, in cui suggerisce come i sistemi romantici derivano dalla teoria dell'attaccamento, mentre i sistemi sessuali "risiedono principalmente in differenti strutture del cervello".
Mentre Bogaert suggerisce che la comprensione dell'asessualità porterà a una migliore comprensione della sessualità per intero, discute anche l'argomento della masturbazione asessuale, per teorizzare sugli asessuali e "la parafilia orientata verso soggetti, in cui c'è un'inversione, capovolgimento o disconnessione tra sé stessi e il tipico oggetto di interesse/attrazione sessuale" (come l'attrazione verso sé stessi, chiamata "automonosessualismo").
In un precedente articolo del 2006, Bogaert riconosce come la distinzione tra comportamento e attrazione è stata accettata nelle recenti concettualizzazioni dell'orientamento sessuale, e questo aiuta a categorizzare l'asessualità come tale. Aggiunge che, nel suo contesto operativo, "(la soggettiva) attrazione sessuale è la fonte psicologica dell'orientamento sessuale", e osserva come ci potrebbe essere "dello scetticismo nelle comunità accademiche e cliniche" nel considerare l'asessualità come orientamento sessuale, sollevando due obiezioni a questa classificazione:
- potrebbe esserci un problema con l'autovalutazione (ad esempio, "percepita o presunta mancanza di attrazione", in particolare per le definizioni di orientamento sessuale che considerano l'eccitazione sessuale piuttosto che l'attrazione soggettiva);
- esiste un problema di sovrapposizione tra desiderio sessuale assente e molto basso, in quanto chi presenta un basso desiderio sessuale potrebbe ancora presentare un orientamento sessuale nonostante si identifichi come asessuale.[59]

## Comunità

### Generale

Il triangolo utilizzato per rappresentare la comunità AVEN.

Al momento, c'è una scarsità di lavoro accademico relativo alla storia della comunità asessuale. Nonostante esistessero già dagli anni 90 alcuni siti web privati per persone con una mancanza o una scarsa presenza di desiderio sessuale, gli studiosi stabiliscono che una comunità di individui autodefiniti come asessuali si sia formata agli albori del XXI secolo, grazie alla popolarità delle comunità virtuali. Volkmar Sigusch affermò che "gruppi come i Leather Spinsters difendevano la vita asessuale contro la pressione della cultura" e che "Geraldin van Vilsteren creò la Nonlibidoism Society nei Paesi Bassi, mentre Yahoo offrì un gruppo per asessuali, Haven for the Human Amoeba". L'Asexual Visibility and Education Network (AVEN) è un'organizzazione fondata dall'attivista asessuale americano David Jay nel 2001. Questa si concentra sui problemi dell'asessualità, e gli obiettivi sono "creare accettazione pubblica e discussioni sull'asessualità, e facilitare la crescita di una comunità di asessuali".
Per alcuni, far parte di una comunità è una risorsa importante, poiché spesso riferiscono di sentirsi ostracizzati. Anche se esistono delle comunità online, l'affiliazione con esse varia. Alcuni mettono in dubbio il concetto di comunità virtuali, mentre altri ne dipendono fortemente per supporto. Elizabeth Abbott ipotizza che ci sia sempre stato un elemento di sessualità nella popolazione, ma gli asessuali avevano mantenuto un basso profilo. Il fallimento a consumare il matrimonio era visto come un insulto nel sacramento del matrimonio nell'Europa medievale, fatto talvolta usato anche come basi per il divorzio o rendere un matrimonio nullo; l'asessualità tuttavia, a differenza dell'omosessualità, non è mai stata illegale, ed è passata inosservata. Tuttavia, nel XXI secolo, l'anonimità della comunicazione online, e la popolarità dei social network ha facilitato la formazione di comunità costruite intorno a una comune identità asessuale.
Comunità come AVEN possono dare beneficio a chi è in cerca di risposte alle proprie domande, e risolvere crisi di identità con la loro possibile asessualità. Gli individui passano attraverso una serie di processi emozionali che termina con la loro identificazione nella comunità asessuale. Inizialmente si rendono conto che la loro attrazione sessuale differisce dal resto della società. Questa differenza porta al domandarsi se ciò che sentono sia accettabile, e le possibile ragioni per cui si sentono in questo modo. Spesso sono seguite da ipotesi su possibili patologie, e in alcuni casi, tendono a cercare aiuto medico perché credono di avere una malattia. L'autocomprensione è di solito raggiunta quando trovano una definizione che si allinei con le loro sensazioni. Le comunità asessuali forniscono supporto e informazione che consente a chi si identifica come asessuale da poco, di identificarsi a un livello di comunità, cosa che può dare un senso di rafforzamento dell'autostima e liberazione, in quanto ora si ha qualcosa in comune con cui associarsi, creando un senso di normalità in una situazione di isolamento sociale.
Le organizzazioni asessuali e altre risorse di internet giocano un ruolo chiave nell'informare il pubblico riguardo l'asessualità. La mancanza di ricerche rende difficile ai medici la comprensione delle cause. Come con ogni orientamento sessuale, molti asessuali sono auto-identificati. Questo può essere un problema quando l'asessualità viene confusa per un problema di intimità o relazionale, o altri sintomi che non definiscono l'asessualità. Inoltre, una fetta significativa della popolazione non comprende o non crede nell'asessualità, evidenziando l'importanza di queste organizzazioni e il loro lavoro per informare il pubblico; tuttavia, a causa della scarsità di fatti scientifici sull'argomento, viene spesso messa in dubbio l'informazione proposta da questi gruppi.
Il 29 giugno 2014, AVEN organizzò la seconda Conferenza Internazionale sull'Asessualità, in affiliazione con il World Pride event di Toronto. Il primo fu organizzato al World Pride 2012 di Londra. Al secondo evento parteciparono circa 250 persone, rendendolo il più grande raduno di asessuali a oggi. La conferenza incluse presentazioni, discussioni e seminari su argomenti come la ricerca scientifica sull'asessualità, le relazioni asessuali, e l'intersezione con altre identità.
L'attivista asessuale inglese Yasmin Benoit, nel 2021 è diventata la prima attivista asessuale a vincere un Attitude Pride Award da Attitude Magazine.

### Simbologia
Nel 2009, i membri AVEN parteciparono come la prima comunità asessuale in una parata pride americana, marciando nel San Francisco Pride Parade. Nell'agosto 2010, dopo un periodo di dibattito, contattando più comunità asessuali possibili, fu deciso e poi annunciata la creazione di una bandiera dell'orgoglio asessuale, da uno dei team coinvolti. La scelta finale fu un candidato popolare che aveva anche già trovato uso in forum online al di fuori di AVEN. Il voto finale fu ospitato su un sistema di sondaggi esterno a AVEN, dove erano illustrati anche i punti salienti sulla creazione della bandiera. I colori scelti sono stati usati in molti lavori, e riferiti in articoli sull'asessualità. La bandiera consiste in 4 strisce orizzontali: dall'alto al basso, nero, grigio, bianco, e viola. La striscia nera rappresenta l'asessualità, il grigio indica la sessualità grigia (lo spettro tra il sessuale e l'asessuale) e il bianco rappresenta l'allosessualità, ovvero la normale attrazione sessuale; la riga viola simboleggia la comunità.

### Settimana della Consapevolezza Asessuale
La Settimana della Consapevolezza Asessuale avviene nell'ultima settimana di ottobre. È un periodo di consapevolezza, creato per celebrare e far conoscere l'asessualità e il suo spettro. Fu fondato da Sara Beth Brooks nel 2010.

## Religione
Gli studi finora non hanno trovato una correlazione statistica significativa tra religione e asessualità, in quanto l'asessualità compare in presenza relativamente equa tra persone religiose e non religiose, e non va assolutamente confusa con scelte di ascetismo o celibato indotte da convinzioni religiose. Gli orientamenti sessuali e relazionali, a differenza delle fedi religiose, non sono scelti. Quello che nei vari contesti religiosi cambia è la maniera di considerare la sessualità e quindi anche l’orientamento asessuale. Alcuni studi fanno notare come l'asessualità non sia rara tra chi osserva il celibato ecclesiastico, in quanto i non asessuali hanno maggiori probabilità di essere scoraggiati dai voti di castità. Negli studi di Aicken, Mercer e Cassell, si è riscontrato un maggior numero di partecipanti musulmani, piuttosto che cristiani, che sostenevano di non aver mai percepito una forma di attrazione sessuale.
Poiché il termine asessualità è di applicazione relativamente recente, molte religioni non hanno chiare posizioni al riguardo.
In ambiente cristiano, si registrano comunque in alcuni contesti religiosi conservatori atteggiamenti ostili all’asessualità, simili a quelli destinati ad altri orientamenti diversi dall'eterosessualità, o atteggiamenti di apertura che comunque confondono asessualità e astinenza.

## Discriminazione e protezioni legali

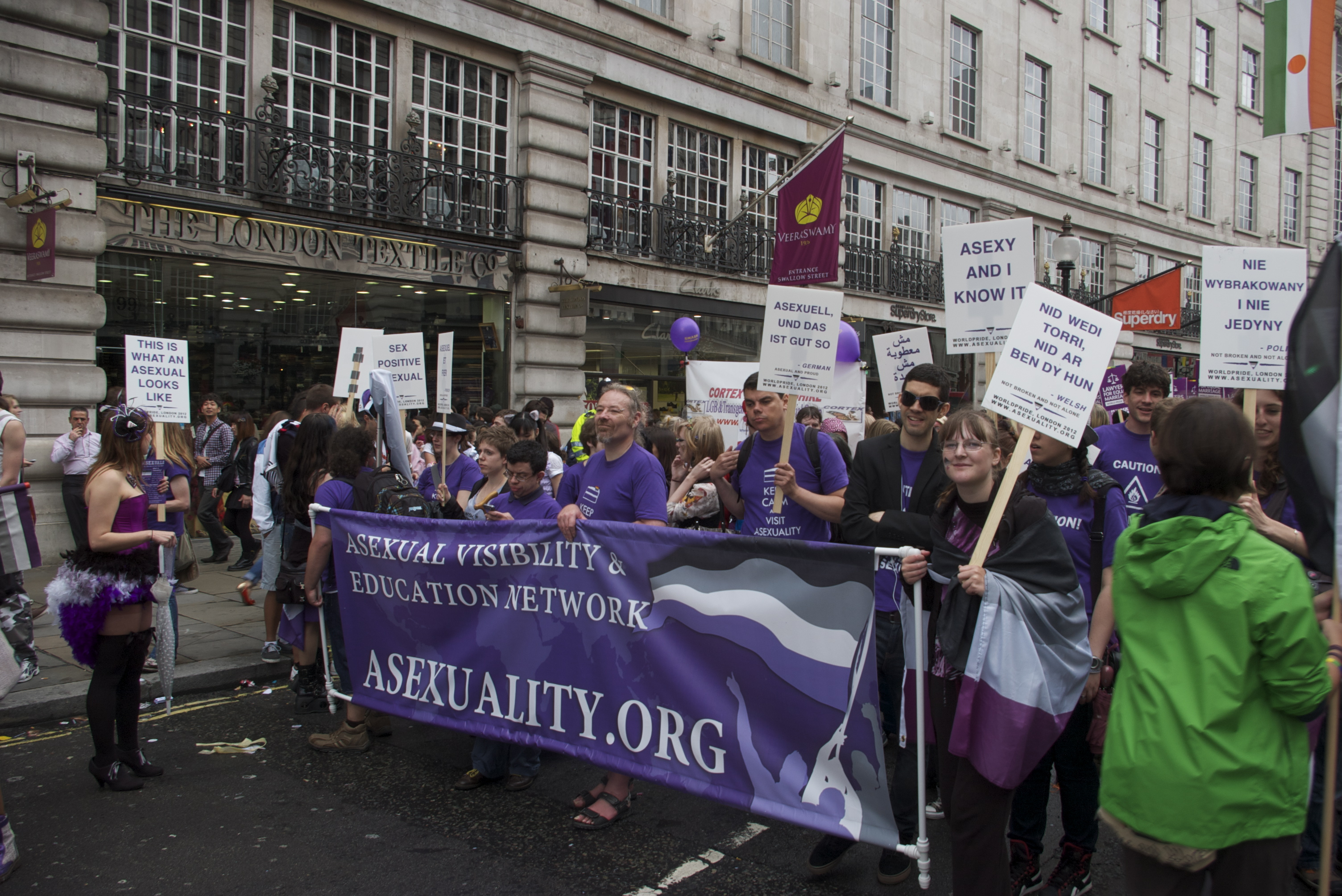
Manifestazione di asessuali

In uno studio del 2012 pubblicato da Group Processes & Intergroup Relations, viene riportato come gli asessuali siano valutati in maniera maggiormente negativa in termini di pregiudizio, deumanizzazione e discriminazione, rispetto ad altre minoranze sessuali, come gli omosessuali e i bisessuali. Sia omosessuali sia eterosessuali a volte giudicano gli asessuali non solo come persone fredde, ma anche animalesche e incontrollate. In uno studio differente tuttavia, ci fu scarsa testimonianza di serie discriminazioni contro gli asessuali per la loro asessualità. L'attivista asessuale Julie Decker ha notato come la violenza e molestia sessuale, incluse pratiche come lo stupro correttivo, vittimizza comunemente la comunità asessuale. Il sociologo Mark Carrigan esprime una via di mezzo, sostenendo che mentre gli asessuali sono spesso oggetto di discriminazione, non è di natura fobica ma "piuttosto una marginalizzazione, poiché le persone genuinamente non comprendono l'asessualità".
Gli individui asessuali spesso hanno difficoltà a dichiarare la loro asessualità ai genitori, sono anche vittima di pregiudizio all'interno della comunità LGBT. Molte persone LGBT presumono che chi non è omosessuale o bisessuale sia automaticamente eterosessuale, ed escludono frequentemente gli asessuali dalla loro definizione di queer. Anche se molte organizzazioni ben note si adibiscono all'aiuto di comunità LGBTQ, solitamente non si mettono in comunicazione con gli asessuali e non forniscono materiale letterario al riguardo. Quando l'attivista Sara Beth Brooks fece coming out come asessuale, molti membri LGBT le dissero apertamente che gli asessuali erano solo persone confuse nella loro auto-identificazione e che cercavano attenzioni immeritate all'interno dei movimenti di giustizia sociale. Altre organizzazioni LGBT, come The Trevor Project e la National LGBTQ Task Force, includono esplicitamente gli asessuali, poiché sono non-eterosessuali e possono rientrare nella definizione di queer. Alcune organizzazioni di recente hanno aggiunto una A nell'acronimo LGBTQ per includere gli asessuali; tuttavia, è ancora un argomento controverso in diverse organizzazioni queer.
In alcune giurisdizioni, gli asessuali godono di protezioni legali. Mentre il Brasile nel 1999 bandì qualsiasi patologizzazione o tentativi di trattamento di orientamenti sessuali da professionisti di salute mentale, attraverso il codice etico nazionale, lo Stato americano di New York ha classificato gli asessuali come categoria protetta. Tuttavia, gli asessuali non sono tipicamente attratti all'attenzione del pubblico o a grandi esaminazioni; pertanto, non è oggetto di legislazione popolare come altri orientamenti sessuali.

## Nella cultura di massa

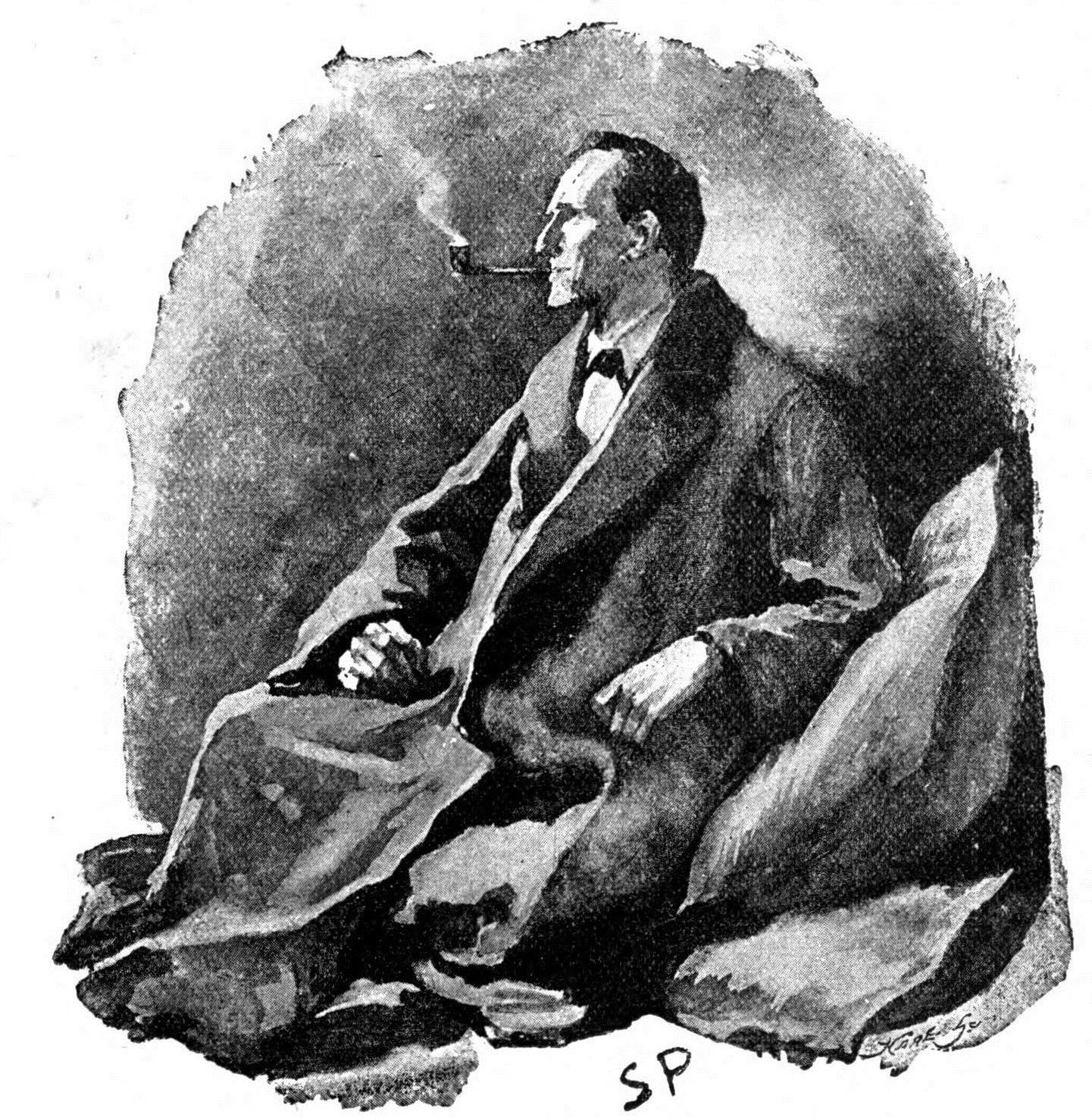
Sir Arthur Conan Doyle raffigurò intenzionalmente il suo personaggio Sherlock Holmes allo stesso modo di chi potrebbe essere classificato in età moderna come asessuale

La rappresentazione asessuale nella cultura di massa è limitata e raramente riconosciuta o confermata dagli stessi creatori o autori. Nelle opere composte prima dell'inizio del ventunesimo secolo, tutti i personaggi erano automaticamente presunti come allosessuali e l'esistenza della sessualità di un personaggio non veniva mai messa in dubbio. Sir Arthur Conan Doyle raffigurò intenzionalmente il suo personaggio Sherlock Holmes allo stesso modo di chi potrebbe essere classificato in età moderna come asessuale, con l'intenzione di caratterizzarlo come un uomo guidato esclusivamente dall'intelletto, immune ai desideri carnali. Il personaggio Jughead Jones di Archie Comics fu probabilmente inteso dai creatori come un antagonista asessuale, di contrasto all'eccessiva eterosessualità di Archie, ma negli anni, questa rappresentazione cambiò, con varie iterazioni e riedizioni che lo implicavano come gay o eterosessuale. Nel 2016, fu confermato come asessuale nei nuovi fumetti Jughead New Riverdale. Gli scrittori della serie televisiva Riverdale del 2017, basato sui fumetti di Archie, scelsero di rappresentare Jughead come eterosessuale, nonostante le suppliche dei fan e dello stesso attore di Jughead, Cole Sprouse, di mantenere il personaggio asessuale e permettere alla comunità asessuale di essere rappresentata come le comunità omosessuali e bisessuali, entrambe presenti nello show. Questa decisione accese discussioni riguardo l'intenzionale afobia nei media e le loro ripercussioni al pubblico, soprattutto tra i più giovani.
Gilligan, l'eponimo personaggio della serie televisiva degli anni 1960 L'isola di Gilligan, si potrebbe classificare come asessuale. I produttori dello show probabilmente lo raffigurarono in quel modo per permettere ai giovani telespettatori di riconoscersi meglio in lui, in quanto chi non ha ancora raggiunto la pubertà si presume non abbia maturato un desiderio sessuale. La natura asessuale di Gilligan veniva inoltre usata dai produttori per orchestrare situazioni intenzionalmente comiche, in cui Gilligan respingeva le avance delle ragazze attraenti della serie. In molti film e serie televisive vengono mostrate ragazze attraenti, ma apparentemente asessuali, che vengono "convertite" come eterosessuali dal protagonista maschile nel finale. Queste rappresentazioni irrealistiche riflettono la credenza di molti uomini eterosessuali per cui tutte le donne asessuali desiderano segretamente gli uomini.
L'asessualità come identità sessuale, invece che entità biologica, divenne discussa più ampiamente nei media agli inizi del ventunesimo secolo. La serie Dr. House di Fox Network rappresenta una coppia asessuale in un episodio; tuttavia questa rappresentazione è stata fortemente criticata dalla comunità asessuale (incluso il fondatore di AVEN, David Jay) in quanto l'episodio si svolge intorno al presupposto che fosse una patologia, e concludendo che l'uomo avesse un tumore pituitario che riduceva il suo desiderio sessuale, mentre la donna fingeva di essere asessuale per assecondarlo. Questo scaturì una controversia e la creazione di una petizione su change.org per chiedere a Fox Network di riconsiderare come rappresentare i personaggi asessuali in futuro, dichiarando anche che "l'asessualità è stata rappresentata in modo davvero pessimo, attribuendola a una condizione medica e un inganno".
La serie animata per bambini SpongeBob fu oggetto di speculazione (2002) e poi controversie (2005) nei confronti dei personaggi SpongeBob e il suo migliore amico Patrick, considerati gay. Ciò causò la risposta del creatore, Stephen Hillenburg, chiarificando in entrambe queste occasioni che non li considerava né eterosessuali né omosessuali, ma piuttosto asessuali. Confrontò inoltre l'abilità della spugna di mare SpongeBob di riprodursi asessualmente tramite "gemmazione", per spiegare ulteriormente come il personaggio non abbia bisogno di rapporti sessuali o romantici.
Il personaggio Evan Waxman proclamò la sua identità asessuale durante la sua prima comparsa in un episodio del 2013 della webserie High Maintenance, raffigurato da Avery Monsen; riappare poi in molti altri episodi, incluso il proseguimento su HBO.
La serie Netflix originale BoJack Horseman rivela al termine della terza stagione che Todd Chavez, uno dei personaggi principali, è asessuale. Ciò fu ulteriormente espanso nella quarta stagione, e fu generalmente ben accettata dalla comunità asessuale, e considerata una rappresentazione positiva.
Nella serie televisiva Shadowhunters, basato sulla serie di libri The Mortal Instruments, viene incluso il personaggio asessuale Raphael Santiago.
La protagonista del romanzo Loveless di Alice Oseman è asessuale, così come uno dei personaggi secondari della graphic novel Heartstopper.
Nella serie animata Hazbin Hotel, Alastor è asessuale.